# آران‌ای پلی‌مراز I
آران‌ای پلی‌مراز I (انگلیسی: RNA polymerase I) که به آن Pol I نیز گفته می‌شود، یک نوع از آنزیم‌های آران‌ای پلی‌مراز در یوکاریوت‌ها که فقط رونویسی ژن‌های rRNA را انجام می‌دهد. آران‌ای پلی‌مرازها آنزیم‌هایی هستند که ساخته شدن RNA از روی DNA را رونویسی می‌کنند.
آران‌ای پلی‌مراز I حدود پنجاه درصد ار آران‌ای پلی‌مراز سلول‌ها را تشکیل می‌دهد.
آران‌ای پلی‌مراز I در یوکاریوت‌های بالاتر، پلی مرازی است که فقط RNA ریبوزومی را رونویسی می‌کند (اما نه 5S rRNA، که توسط RNA پلیمراز III سنتز می‌شود)، نوعی RNA که بیش از ۵۰٪ از آن را تشکیل می‌دهد. RNA کل در سلول ساخته شده‌است.

## ساختار و عملکرد
RNA پلیمراز ۱ آنزیمی ۵۹۰ کیلو دالتونی است که از ۱۴ زیر واحد پروتئین (پلی پپتیدها) تشکیل شده‌است و ساختار بلوری آن در مخمر Saccharomyces cerevisiae با وضوح 2.8 in در سال ۲۰۱۳ مشاهده شده‌است. دوازده زیر واحد آن در RNA پلی مراز II (Pol II) و RNA پلیمراز III (Pol III) تشابه وباهم مرتبط هستند. دو زیر واحد دیگر مربوط به عوامل شروع Pol II هستند و دارای همولوگ ساختاری در Pol III هستند.
رونویسی DNA ریبوزومی محدود به هسته است، جایی که حدود ۴۰۰ نسخه از ژن rDNA 42.9 کیلو باز (Kb) وجود دارد، که به صورت تکرارهای پشت سرهم در مناطق سازمان دهنده هسته قرار گرفته‌است. هر نسخه شامل یک توالی ۱۳٫۳ کیلو بازی رمزگذاری کننده مولکولهای 18S، 5.8S و 28S RNA است که با دو فاصله دهنده رونویسی داخلی، ITS1 و ITS2 در هم تنیده شده و توسط یک فاصله دهنده خارجی ۵ 'و یک پایین ۳' خارجی رونویسی شده در بالادست قرار دارد.
این اجزا با هم رونویسی می‌شوند و 45S pre-rRNA را تشکیل می‌دهند. 45S pre-rRNA سپس پس از رونویسی توسط جعبه C / D و جعبه snoRNAهای H / ACA شکافته می‌شود، دو فاصله دهنده برداشته می‌شود و در نتیجه سه rRNA با یک سری مراحل پیچیده حاصل می‌شود. RNA ریبوزومی 5S توسط Pol III رونویسی می‌شود. به دلیل سادگی رونویسی Pol I، پلیمراز سریعترین عملکرد را دارد و تا ۶۰٪ از سطح رونویسی سلول در سلولهای نمایی در حال رشد را تشکیل می‌دهد.
در ساکارومایسس سرویزیه، 5S rDNA دارای ویژگی غیرمعمول خمیدگی در داخل و تکرار rDNA است. با فاصله‌های غیر رونویسی شده NTS1 و NTS2 ارتباط می‌گیرد و توسط Pol III، جدا از بقیه rDNA، به عقب رونویسی می‌شود.

## تنظیم رونویسی rRNA
سرعت رشد سلول مستقیماً به سرعت سنتز پروتئین وابسته است، که خود به‌طور پیچیده‌ای با سنتز ریبوزوم و رونویسی rRNA مرتبط است؛ بنابراین، سیگنالهای داخل سلولی باید سنتز rRNA را با سایر اجزای ترجمه پروتئین هماهنگ کنند. معروف است که Myc به منظور تحریک رونویسی rRNA توسط RNA پلیمراز I. به DNA ریبوزومی انسان متصل می‌شود. دو مکانیسم خاص شناسایی شده‌است، اطمینان از کنترل مناسب سنتز rRNA و رونویسی با واسطه Pol I.
با توجه به تعداد زیادی از ژن‌های rDNA (چندین صدها) موجود برای رونویسی، اولین مکانیسم شامل تنظیماتی در تعداد ژن‌هایی است که در یک زمان خاص رونویسی می‌شوند. در سلولهای پستانداران، تعداد ژنهای فعال rDNA بین انواع سلولها و سطح تمایز متفاوت است. به‌طور کلی، با تمایز بیشتر سلول، به رشد کمتری نیاز دارد و بنابراین، کاهش سنتز rRNA و کاهش ژن‌های rDNA در حال رونویسی خواهد داشت. هنگامی که سنتز rRNA تحریک می‌شود، SL1 (عامل انتخاب ۱) به پروموترهای ژن‌های rDNA که قبلاً ساکت بودند متصل می‌شود و یک مجموعه پیش از شروع را که Pol I به آن متصل می‌شود، استخدام می‌کند و رونویسی rRNA را شروع می‌کند.
تغییر در رونویسی rRNA نیز می‌تواند از طریق تغییر در میزان رونویسی رخ دهد. در حالی که مکانیسم دقیقی که Pol I از طریق آن سرعت رونویسی را افزایش می‌دهد هنوز ناشناخته است، شواهد نشان داده‌است که سنتز rRNA می‌تواند بدون تغییر در تعداد rDNA فعال رونویسی شده، افزایش یا کاهش یابد.

## چرخه رونویسی
در مراحل رونویسی (توسط هر پلیمراز)، سه مرحله اصلی وجود دارد:
شروع: ساخت مجموعه RNA پلیمراز روی پروموتر ژن با کمک عوامل رونویسی
کشیدگی: رونویسی واقعی اکثر ژن‌ها به توالی RNA مربوطه
خاتمه: توقف رونویسی RNA و جدا کردن مجموعه RNA پلیمراز.

### شروع
Pol I بدون نیاز به جعبه TATA در پروموتر، در عوض با تکیه بر یک عنصر کنترل بالادست (UCE) واقع بین and200 تا ۷۱۰۷، و یک عنصر اصلی واقع بین 45 and و +20
۱. عامل اتصال بالادست یوکاریوتی (UBF) UCE و عنصر اصلی را متصل می‌کند.
2.UBF یک مجتمع پروتئینی به نام SL1 در انسان (یا TIF-IB در موش) را متشکل از پروتئین اتصال دهنده TATA (TBP) و سه عامل مرتبط با TBP (TAF) استخدام و متصل می‌کند.
۳. دیمر UBF شامل چندین جعبه گروه با تحرک بالا (جعبه‌های HMG) است که حلقه‌هایی را به منطقه بالادست وارد می‌کند و به UCE و عناصر اصلی اجازه می‌دهد تا با هم تماس بگیرند.
4.RRN3 / TIF-IA فسفریله شده و پلی I را متصل می‌کند.
5.Pol I از طریق RRN3 / TIF-IA به مجموعه UBF / SL1 متصل می‌شود و رونویسی شروع می‌شود.
نکته مهم: توجه داشته باشید که این فرایند در موجودات مختلف متغیر است

### کشیدگی
همان‌طور که Pol I اقدام می‌کند و پروموتر را پاک می‌کند، UBF و SL1 همچنان به پروموتر متصل می‌شوند، آماده اتصال Pol I دیگر هستند. در واقع، هر ژن فعال rDNA می‌تواند چندین بار به‌طور همزمان رونویسی شود، در مقابل ژن‌های رونویسی شده Pol II، که فقط با در یک زمان، یک مجموعه، در حالی که طولانی شدن در شرایط آزمایشگاهی به سرعت پیشروی می‌کنند، اما در این مرحله مشخص نیست که آیا این فرایند در سلول اتفاق می‌افتد یا خیر، با توجه به وجود نوکلئوزوم‌ها به نظر می‌رسد Pol I از طریق نوکلئوزوم‌ها رونویسی می‌کند، یا آنها را دور می‌زند یا آنها را مختل می‌کند، شاید با فعالیت‌های بازسازی کروماتین کمک کند. بعلاوه، UBF همچنین می‌تواند بعنوان بازخورد مثبت عمل کند و باعث افزایش کشیدگی Pol I از طریق عملکرد ضد سرکوبگر شود. یک عامل اضافی، TIF-IC، همچنین می‌تواند میزان کلی رونویسی را تحریک کرده و مکث Pol I. را سرکوب کند. همان‌طور که Pol I در امتداد rDNA پیش می‌رود، ابرپوشانها هم از پیچیده و هم از پشت مجموعه تشکیل می‌شوند. این موارد توسط توپوایزومراز I یا II در فواصل منظم حل می‌شوند، همان چیزی که در رونویسی با واسطه Pol II مشاهده می‌شود. [نیاز به منبع]
احتمالاً طول کشیدن در محل‌های آسیب DNA قطع می‌شود. ترمیم همراه با رونویسی مشابه ژن‌های رونویسی شده توسط Pol II رخ می‌دهد و نیاز به حضور چندین پروتئین ترمیم کننده DNA، مانند TFIIH , CSB و XPG دارد.

### خاتمه دادن
در یوکاریوت‌های بالاتر، TTF-I محل خاتمه را در انتهای ۳ 'ناحیه رونویسی شده متصل و خم می‌کند. این باعث خواهد شد که RNA پلیمراز ۱ مکث کند. TTF-I، با کمک فاکتور آزادسازی رونوشت PTRF و یک منطقه غنی از T , Pol I را به خاتمه رونویسی و جدا شدن از DNA و نسخه جدید القا می‌کند. شواهد نشان می‌دهد که ممکن است خاتمه در موارد تولید rRNA بالا محدود کننده سرعت باشد. سپس TTF-I و PTRF به‌طور غیر مستقیم شروع مجدد رونویسی توسط Pol I در همان ژن rDNA را تحریک می‌کنند. در ارگانیسم‌هایی مانند مخمر (مرحله جوانه زدن) به نظر می‌رسد روند کار بسیار پیچیده‌تر است و هنوز روش آن کاملاً روشن نشده‌است. [نیاز به منبع]

## نقطه اتصال مجدد
نقاط داغ نوترکیبی توالی‌های DNA هستند که باعث افزایش ترکیبات محلی می‌شوند. توالی HOT1 در مخمر یکی از نقاط مورد بررسی بیشتر در مورد ترکیب میتوزی است. توالی HOT1 شامل یک پروموتر رونویسی RNA پلیمراز I است. در یک سویه جهش یافته مخمر در RNA پلیمراز I معیوب، فعالیت HOT1 در ارتقا rec ترکیب از بین می‌رود. به نظر می‌رسد سطح فعالیت رونویسی RNA پلیمراز I که به توالی HOT1 وابسته به پروموتر است، سطح ترکیبی میتوزی در نزدیکی را تعیین می‌کند.